# Dolichoderus mariae
Dolichoderus mariae är en myrart som beskrevs av Auguste-Henri Forel 1885. Dolichoderus mariae ingår i släktet Dolichoderus och familjen myror. Inga underarter finns listade i Catalogue of Life.

## Bildgalleri

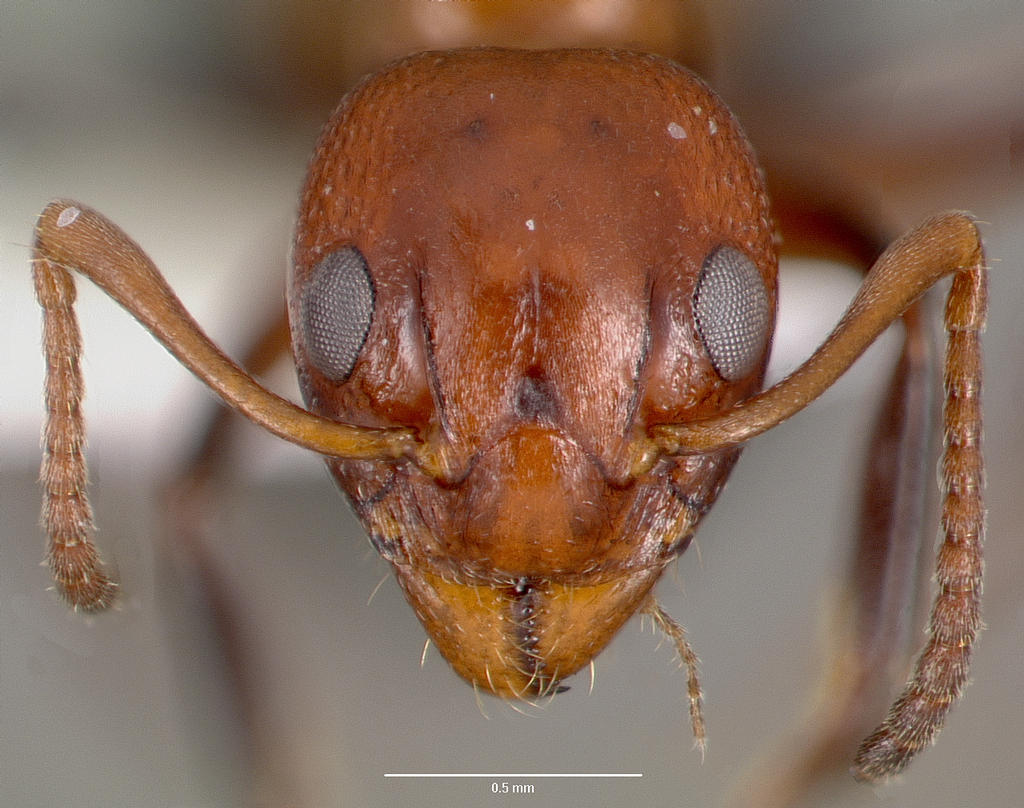
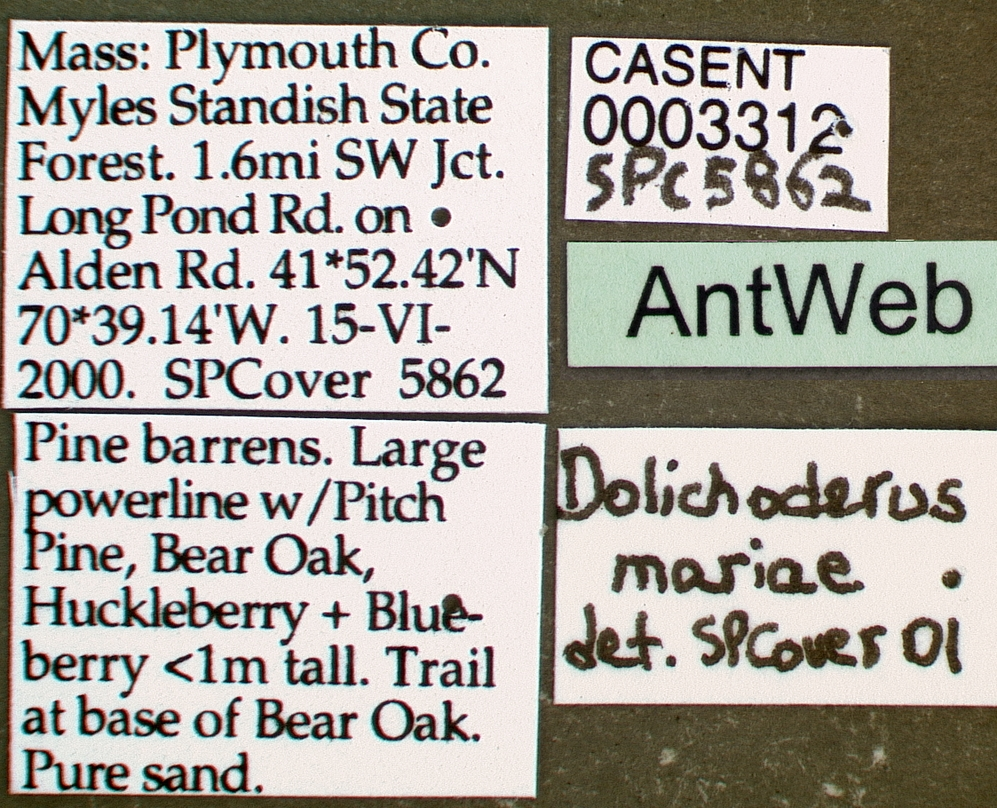
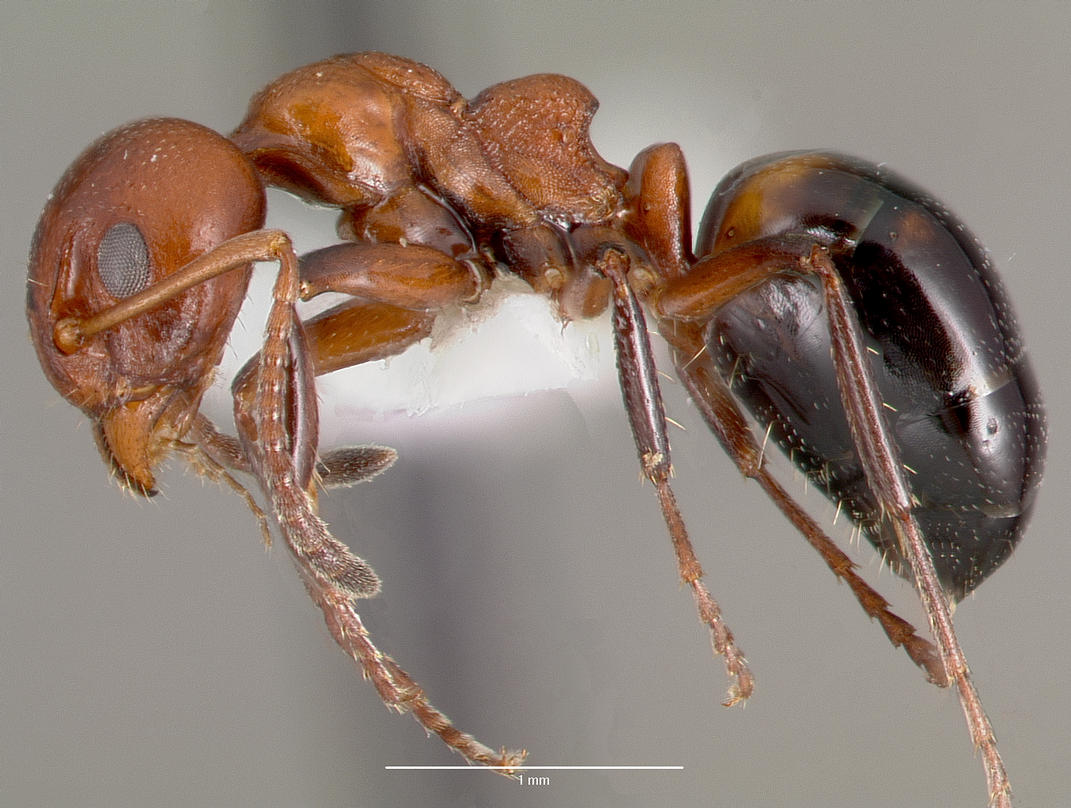
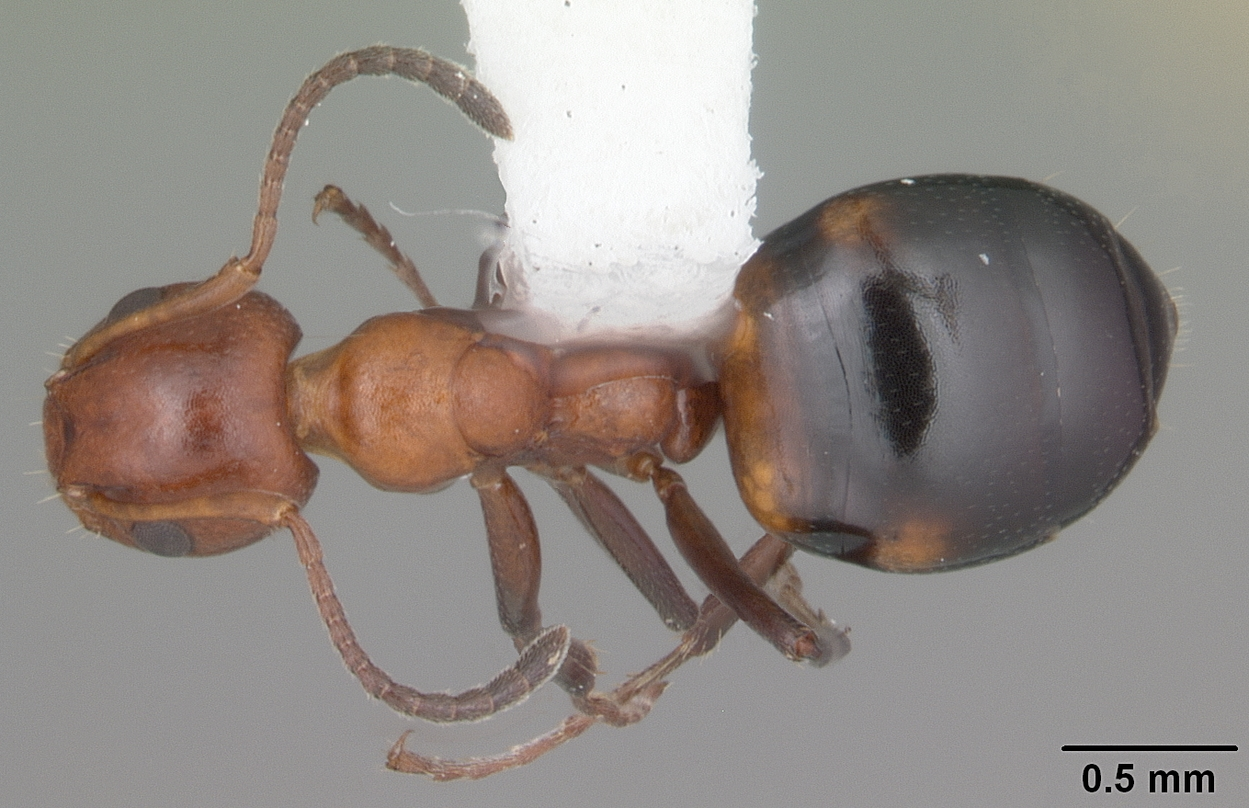
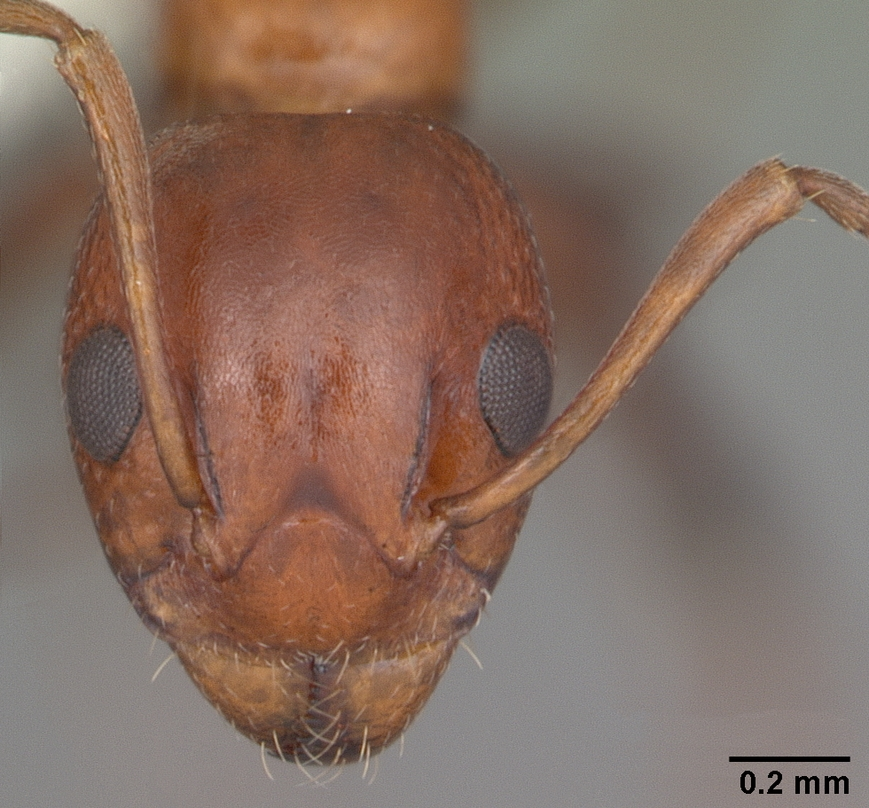
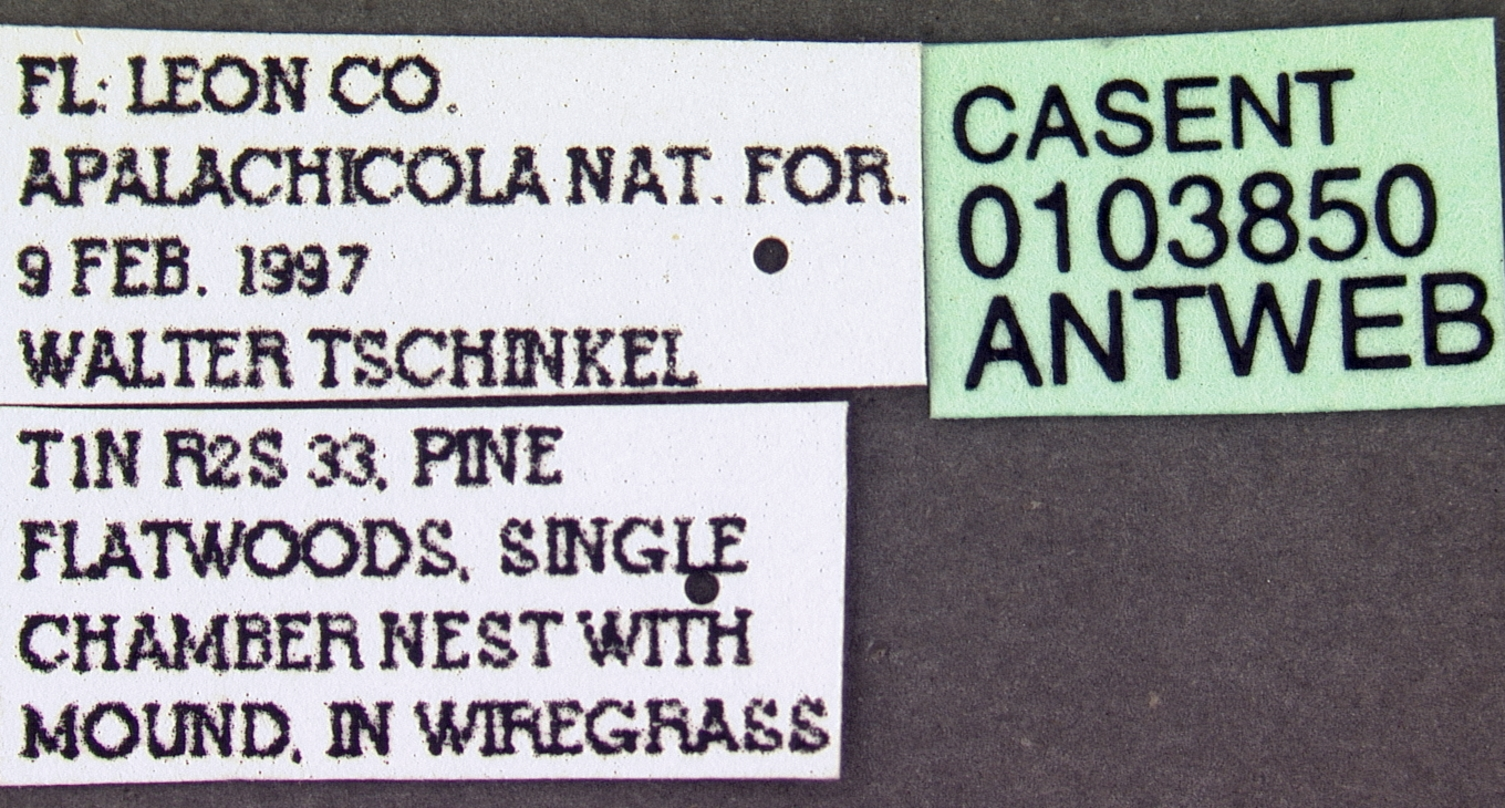